# Psammastacus brevicaudatus
Psammastacus brevicaudatus är en kräftdjursart som beskrevs av Nicholls 1935. Psammastacus brevicaudatus ingår i släktet Psammastacus och familjen Cylindropsyllidae. Inga underarter finns listade i Catalogue of Life.